# Saint-Pé-Delbosc
Saint-Pé-Delbosc é uma comuna francesa na região administrativa de Occitânia, no departamento de Alta Garona. Estende-se por uma área de 5,51 km². Em 2010 a comuna tinha 141 habitantes (densidade: 25,6 hab./km²).